# Rihanna
Cet article possède un paronyme, voir Riana.
Robyn Rihanna Fenty dite Rihanna (/ɹiˈænə/), est une chanteuse, parolière, actrice, styliste et femme d'affaires barbadienne, née le 20 février 1988 à Saint Michael. Selon la Recording Industry Association of America (RIAA), Rihanna est l'artiste qui compte le plus grand nombre de certifications de singles. Elle est aussi la première artiste au monde à franchir le cap de 100 millions de ventes numériques aux États-Unis. Elle est également une des artistes solo ayant vendu le plus de disques au monde, comptant 280 millions d'albums et de singles vendus depuis le début de sa carrière en 2005. Elle dénombre également 251 millions de téléchargements et sonneries, ce qui en fait l'artiste comptant le plus de ventes dans l'ère du numérique. En 2016, elle devient la seconde artiste à détrôner les Beatles (derrière Mariah Carey) en portant à 60 semaines le temps total passé en tête du classement américain avec ses chansons.
Rihanna compte au total huit albums studios et deux albums de remixes. Son premier album, Music of the Sun (2005), est orienté dancehall, reggae et pop, et son deuxième album, A Girl Like Me (2006), est plus influencé par le RnB. Son troisième album, Good Girl Gone Bad (2007), se hisse au sommet des palmarès de nombreux pays. Rihanna fait paraître Rated R (2009), plus rock et plus sombre que les albums précédents. Loud (2010) marque une période eurodance. En 2011, elle fait paraître Talk That Talk, plus urbain. Son septième album, Unapologetic (2012), parvient à se hisser à la première position des ventes aux États-Unis, une première dans sa carrière. Son dernier album en date, Anti (2016), s'est classé en première position dans plusieurs pays.
Rihanna a reçu de nombreux prix et distinctions, notamment sa nomination en tant que l'une des personnes les plus influentes au monde par le magazine Time en 2012. Selon le magazine Forbes, réputé pour ses classements (celui des personnes les plus riches au monde, par exemple), Rihanna est la quatrième personnalité, dans l'industrie du spectacle, la plus puissante au monde, en 2012. En 2012, elle est élue par Billboard « meilleure artiste pop » des deux dernières décennies en seulement sept ans de carrière. Sa fortune est estimée à 600 millions de dollars en juin 2019. Elle compte plus de 14 milliards de vues et 40 millions d'abonnés sur YouTube. Elle est élue la 15e meilleure artiste de tous les temps selon Billboard en 2013 à l'occasion du 55e anniversaire du classement. En 2015, elle atteint la 13e place de ce classement.
Également d'après le magazine Forbes, Rihanna est en 2021 en tête des chanteuses les plus riches du monde. Cela est en grande partie dû à son influence dans les secteurs de la mode et des produits de beauté, notamment avec sa marque Fenty Beauty, fondée en 2017 en collaboration avec LVMH,. En 2022, Forbes classe Rihanna à la 21e position sur la liste des milliardaires en Amérique avec une fortune estimée à 1,4 milliard de dollars. Elle est la seule milliardaire du classement de moins de 40 ans, faisant d'elle la femme milliardaire la plus jeune d'Amérique. Le 12 février 2023, à l'occasion du Super Bowl LVII disputé au State Farm Stadium de Glendale, en Arizona, elle se produit lors du traditionnel spectacle de la mi-temps du Super Bowl.

## Biographie

### Jeunesse (1988–2002)

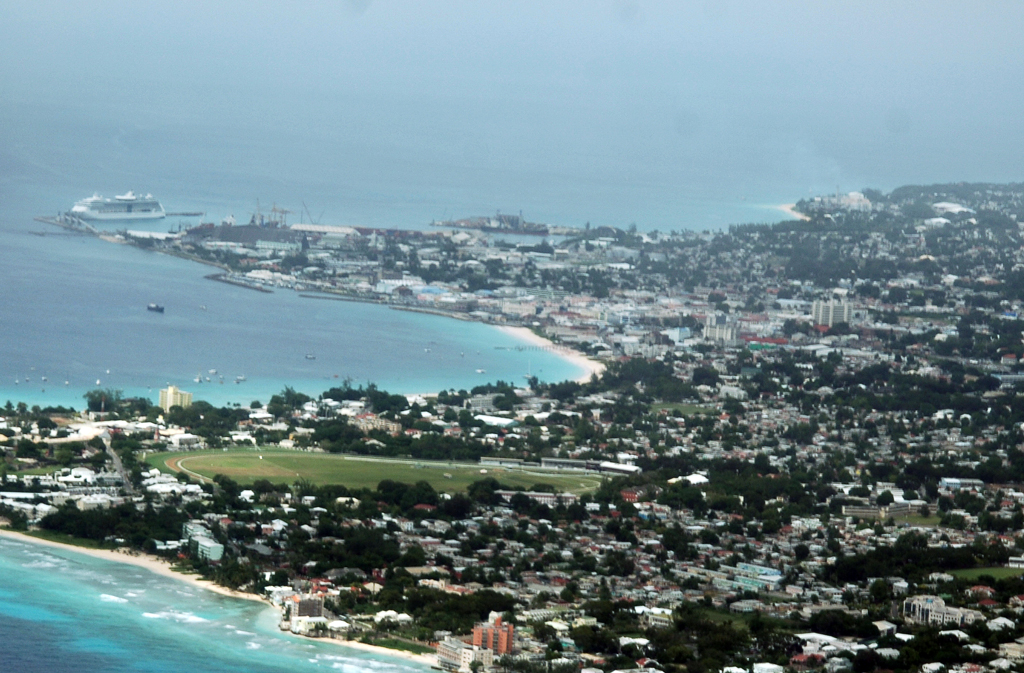
Bridgetown, à la Barbade, ville dans laquelle Rihanna a grandi.

Robyn Rihanna Fenty est née le 20 février 1988, à Saint Michael, une paroisse de la Barbade. Ses deux parents sont d'origine afro-caribéenne : Monica Braithwaite, sa mère, est une ancienne comptable afro-guyanienne, et son défunt père Ronald Fenty, ancien gardien d'entrepôt devenu propriétaire d'une boutique, est d'origine barbadienne et irlandaise. Il est décédé le 31 mai 2025.Rihanna a deux frères, Rorrey et Rajad Fenty, trois demi-sœurs, Samantha, Kandy et Kamilah Fenty et un demi-frère du côté de son père, Jamie Fenty, chacun né de mères différentes, de ses relations antérieures. Ayant grandi dans un bungalow de trois chambres à Bridgetown, et vendant des vêtements avec son père sur un étal de marché, Rihanna a une enfance profondément marquée par la dépendance de son père à la cocaïne, l'alcool et la marijuana, et le divorce de ses parents alors qu'elle est âgée de 14 ans. Rihanna a subi de nombreuses tomodensitométries pour ses maux de tête insupportables. Les médecins ont même pensé qu'il s'agissait d'une tumeur.
Rihanna grandit en écoutant de la musique reggae, et commence à chanter vers l'âge de sept ans. Elle fréquente l'établissement Charles F. Broome Memorial Primary School, puis le lycée Combermere School, où elle forme un groupe musical avec deux camarades de classe. Rihanna est cadet de l'armée dans un sous-programme militaire, et la chanteuse-compositrice-interprète Shontelle était son sergent. Bien qu'elle ait d'abord voulu obtenir son diplôme d'études secondaires, Rihanna choisit d'abandonner ses études et de poursuivre une carrière musicale.

### Débuts (2003–2006)

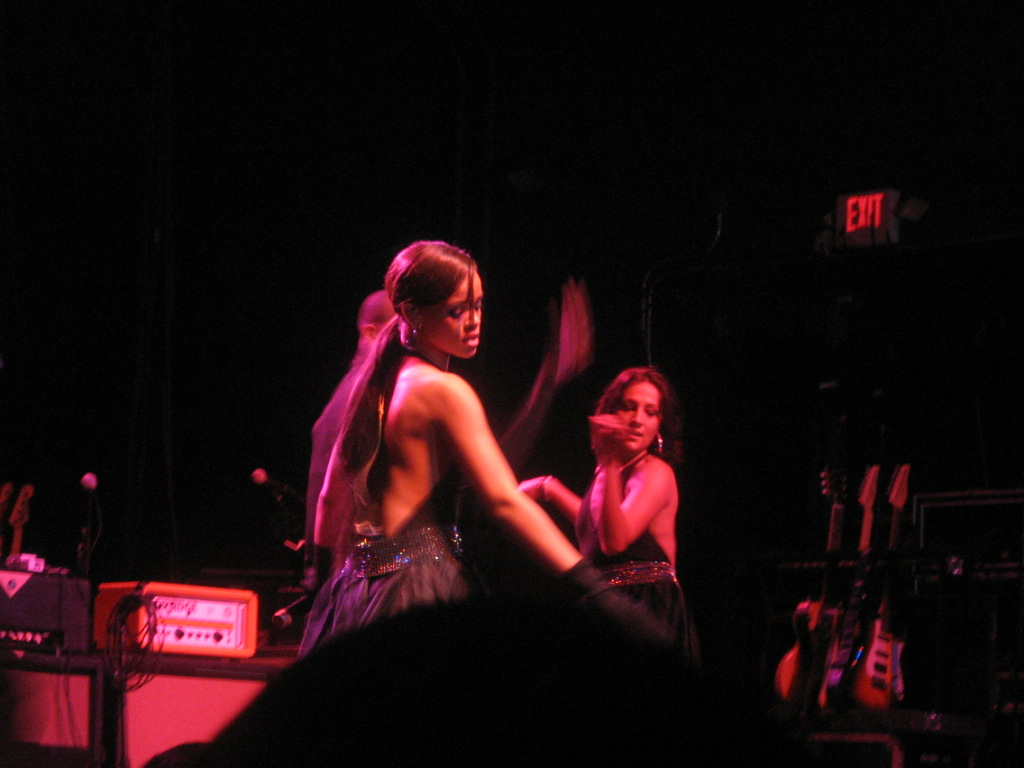
Rihanna in Jingle Ball (2006).

La carrière de Rihanna commence grâce aux producteurs américains Carl Sturken et Evan Rogers. Elle rencontre Rogers grâce à des amis communs, à la Barbade en décembre 2003 ; celui-ci lui demande de venir à son hôtel, où elle interprète les chansons Emotion (Samantha Sang) et Hero (Mariah Carey). Impressionné, Rogers emmène par la suite Rihanna avec lui lors de différents voyages à New York. Elle est alors accompagnée de sa mère, Monica. Elle y enregistre quelques démos à envoyer à des maisons de disques. Puis Rihanna signe sous le label de Rogers et Sturken, Syndicated Rhythm Productions, où on lui attribue un avocat et un manager, avant qu'une maquette complète soit distribuée à différentes maisons de disques à travers le monde à la fin 2004. En février 2005, le président et le chef de la direction de Def Jam Recordings, Jay-Z, demande à rencontrer Rihanna,, ; elle auditionne ainsi pour lui et L.A. Reid, interprétant For the Love of You de Whitney Houston et les chansons originales Pon de Replay et The Last Time. Le jour même de l'audition, Rihanna signe un contrat d'enregistrement de six albums avec Def Jam Recordings,.
Music of the Sun, le premier album de Rihanna, sort en août 2005. Cet album, un mélange de reggae et RnB accompagné d'une touche de pop, signe les premiers succès de la chanteuse et se vend à plus de 2 millions d'exemplaires. Il est certifié disque d'or. Le premier single, Pon de Replay, atteint la deuxième place du Billboard Hot 100. Par la suite, sortent If It's Lovin' that You Want, avec un succès moindre, et Let Me. L'album rencontrera un succès mondial relatif, certifié disque d'or au Royaume-Uni et disque de platine au Canada et aux États-Unis. Pour continuer la promotion de l'album, Rihanna assure la première partie des concerts de Gwen Stefani.
Un mois après la parution de son premier album, elle commence l'enregistrement du second. Son deuxième album, A Girl like Me, sort en avril 2006, porté par les hits SOS (avec un sample de Tainted Love de Soft Cell), Unfaithful et Break It Off. SOS sort le 7 février 2006 aux États-Unis et devient, deux mois plus tard, son tout premier titre en première place au Billboard Hot 100, où il reste trois semaines consécutives,. Unfaithful, le deuxième extrait, est récompensé aux NRJ Music Awards comme la meilleure chanson internationale de l'année 2006, et s'écoule à 4,5 millions d'exemplaires. Le single suivant, Break It Off, interprété avec Sean Paul, connaîtra un grand succès. Pour terminer l'exploitation de l'album, sort We Ride, un titre qui s'impose difficilement, s'écoulant à 1,1 million d'exemplaires. L'album A Girl Like Me, un mélange de pop, RnB et reggae, s'écoule quant à lui à 4 millions d'exemplaires. Rihanna part, à cette période, en tournée avec les Black Eyed Peas aux États-Unis, et les Pussycat Dolls en Europe.

### Good Girl Gone Bad(2007–2009)

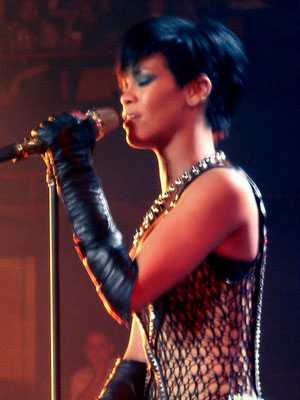
Rihanna, concert en Australie (2008).

Pour son troisième album, Rihanna abandonne le reggae et le dancehall pour s'orienter vers la pop, le RnB, la dance et le pop rock. Parallèlement, ses tenues de scènes deviennent de plus en plus provocantes, n'hésitant plus à flirter avec le fétichisme (short et body en vinyle, fuseaux en cuir ou en latex). Good Girl Gone Bad sort en juin 2007, porté par Umbrella qui remporte un immense succès à travers le monde (8 millions de disques) et qui reste 7 semaines consécutives premier au Billboard Hot 100. Suivent ensuite Shut Up and Drive (2,1 millions), Don't Stop The Music qui domine les charts de nombreux pays (7 millions), et Hate That I Love You avec Ne-Yo (3,5 millions). En novembre 2008, Rehab sort en single (1,7 million) avec Justin Timberlake dans les chœurs (auteur de la chanson, il apparaît dans le clip). Il s'agit du huitième et dernier extrait de l'album Good Girl Gone Bad, qui est alors la deuxième meilleure vente d'albums de 2008 aux États-Unis, avec plus de 8,5 millions d'exemplaires vendus.
Elle enregistre Live Your Life avec le rappeur T.I., qui sort le 23 septembre 2008 et se classe rapidement à la première place du Billboard Hot 100. Le 17 juin 2008, alors que Good Girl Gone Bad est un succès dans le monde entier, une réédition de l'album, Good Girl Gone Bad: Reloaded paraît, avec trois inédits qui sortent à tour de rôle en single : Take a Bow, If I Never See Your Face Again et Disturbia. Take a Bow, une ballade RnB écrite par Ne-Yo, s'écoule à 5 millions d'exemplaires dans le monde.
Au début de juillet 2008, If I Never See Your Face Again, un titre de Maroon 5 réarrangé pour l'occasion du duo avec Rihanna, reçoit un succès mitigé (1,5 million de copies) par rapport aux deux autres singles issus de Good Girl Gone Bad: Reloaded. Disturbia est un succès dans le monde entier, restant deux semaines premier du Billboard Hot 100. Écoulé à plus de 7 millions d'exemplaires, ce morceau coécrit par son ex-petit ami Chris Brown confère à Rihanna une image plus sombre, qu'elle véhicule durant sa tournée mondiale, le Good Girl Gone Bad Tour. Cette tournée est enregistrée lors d'un concert à Manchester le 6 décembre 2007 et dont le DVD sort en mai 2008 sous le nom de Good Girl Gone Bad Live. À la suite du succès mondial de Good Girl Gone Bad, et sa réédition Good Girl Gone Bad: Reloaded, est lancé le 27 janvier 2009 aux États-Unis, l'album de remixes Good Girl Gone Bad: The Remixes, proposant les différents hits de l'album original dans de nouvelles versions inédites, revisités par les plus grands producteurs de dance music du moment.

### Rated R(2009–2010)

Rihanna durant le Last Girl on Earth Tour.

L'enregistrement de Rated R a pour origine de sombres épisodes survenus dans la vie privée de la chanteuse (notamment son agression par Chris Brown), ce qui explique l'univers plus dur, sombre mais mûr, artistique et personnel de l'album ainsi qu'une nouvelle image de Rihanna. À la suite des démêlés de la chanteuse avec Brown et des photos dénudées de celle-ci parues sur internet, la rédactrice en chef de Vogue, Anna Wintour, refuse que Rihanna pose en couverture du célèbre magazine. Toutefois, la chanteuse fera la couverture de l'édition italienne de Vogue en septembre 2009, avec des clichés réalisés par Steven Klein où Rihanna incarne une sorte de Grace Jones dans des looks ultra-structurés inspirés des années 1980. La chanteuse fait son retour dans le monde de la musique aux côtés de Jay-Z et Kanye West sur le titre Run This Town, sorti le 24 juillet 2009. Le titre se classe deuxième au Billboard Hot 100, et remporte un Grammy Award récompensant la meilleure collaboration rap.
Rated R sort le 23 novembre 2009 en Europe. Le premier extrait, Wait Your Turn, est accompagné d'un clip en noir et blanc. Seulement promotionnel, le titre n'est pas exploité en tant que single : c'est Russian Roulette qui tiendra ce rôle. Le single se classe dans le top 10 de nombreux pays. Hard, en featuring avec Young Jeezy, le troisième extrait de Rated R, connaît un succès radio aux États-Unis, tandis que le suivant, Rude Boy, rencontre un succès international et reste cinq semaines premier du Billboard Hot 100. Il est consacré meilleur tube de l'année 2010 par le blog AOL Radio. Si Rockstar 101, en featuring avec Slash, passe assez inaperçu, Te Amo rencontre le succès dans les hit-parades européens, soutenu par un clip sensuel avec la présence de Laetitia Casta. Rated R dépasse les deux millions d'albums vendus dans le monde. Rihanna se lance dans une tournée, Last Girl on Earth Tour, dont la partie européenne débute le 16 avril 2010 à Anvers, en Belgique, passant notamment par la France pour trois dates à Lyon, Marseille, et Paris. La partie américaine de la tournée commence à son tour au mois de juillet, avec en première partie Ke$ha et Travis Barker, jusqu'à la fin du mois d'août à New York.
La tournée reprend en Australie en février 2011, où Rihanna se produit pour six dates dans les plus grandes villes du pays. Le 25 mai 2010 paraît la version remixée de l'album Rated R: Remixed (pour laquelle elle ne fera aucune promotion), contenant la quasi-totalité des titres de l'album original remixés par le producteur et remixeur new-yorkais Chew Fu, déjà sollicité par Lady Gaga et les Black Eyed Peas.

### Loud(2010–2011)

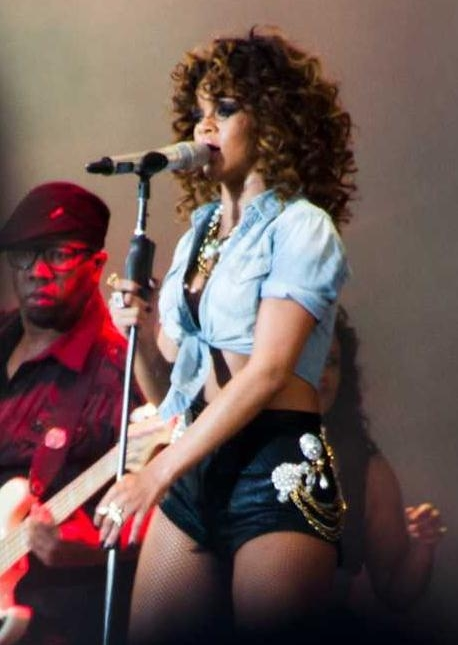
Rihanna, pendant le V Festival (2011).

Son cinquième album, Loud, sort le 15 novembre 2010, un an après Rated R, apparaissant comme plus accessible que le précédent, plus joyeux et festif, mélangeant des sonorités pop, R&B ou encore dance, rock et reggae, et comprenant notamment une suite du duo Love the Way You Lie que Rihanna interprète avec Eminem sur l'album Recovery de ce dernier. Intitulé Love the Way You Lie (Part II), il contient un featuring du rappeur. En cinq semaines, Loud se vend à 1 636 000 exemplaires, soit le meilleur démarrage pour Rihanna. Le premier single, Only Girl (In the World), davantage orienté dance, connait le succès partout dans le monde, se classant notamment premier au Royaume-Uni, en Australie ou encore au Canada. Aux États-Unis, le titre s'est classé premier au Billboard Hot 100 plusieurs semaines après sa sortie, alors que le deuxième single What's My Name? avait déjà pris le relais et atteint le sommet du classement peu de temps auparavant. What's My Name?, le deuxième extrait en featuring avec le chanteur Drake, davantage R&B et pop, atteint la première place du Billboard Hot 100, tout comme le single suivant, S&M dont le clip est interdit dans plusieurs pays, et dont le titre est censuré par les radios britanniques où il est renommé Come On. Elle collabore avec Britney Spears pour un remix du titre. Dévoilé le 11 avril 2011, ce remix permet à Rihanna d'obtenir sa dixième première place au Billboard Hot 100.
Le clip de la ballade pop rock California King Bed, qu'elle interprète notamment aux Academy of Country Music Awards en duo avec Jennifer Nettles, paraît le 6 mai 2011, remporte un succès beaucoup moins important que ses prédécesseurs, tout comme Man Down, aux influences reggae, qui ne connaît le succès qu'en France, où il se classe numéro 1. La vidéo de ce titre soulève la polémique pour sa violence, Rihanna s'y faisant agresser et tuant un homme par vengeance. Cheers (Drink to That), contenant un sample du morceau I'm with You d'Avril Lavigne, est lancé en septembre 2011 comme sixième single. Depuis sa commercialisation, le 15 novembre 2010, l'album Loud s'écoule à plus de 6 200 000 exemplaires à travers le monde. Par ailleurs, Rihanna apparaît sur un morceau en collaboration avec David Guetta, Who's That Chick?, premier single de la réédition de l'album One Love du DJ. Elle chante sur All of the Lights, extrait de l'album My Beautiful Dark Twisted Fantasy de Kanye West, et sur Pink Friday, le premier album de Nicki Minaj, où elle interprète en duo Fly. Rihanna lance également, début 2011, la commercialisation de son premier parfum, Reb’l Fleur.
La même année, elle pose pour l'édition américaine du magazine Vogue, devenant ainsi la quatrième femme de couleur à en faire la couverture, après Naomi Campbell, Halle Berry et Beyoncé,. Alors que Rihanna achève son Last Girl on Earth Tour par ses dates australiennes en mars 2011, une nouvelle tournée, The Loud Tour, débute l'été 2011 avec de nombreuses dates européennes et américaines.

### Talk That Talk(2011–2012)
Talk That Talk, le sixième album de Rihanna, paraît le 21 novembre 2011. L'album pourrait être décrit comme un condensé de ses deux derniers albums, Rated R (2009) et Loud (2010) alternant entre des titres orientés electro, pop ou R&B. On retrouve deux collaborations sur ce disque, Calvin Harris sur We Found Love et Jay-Z sur le titre Talk That Talk. Le 22 septembre 2011, alors que le morceau Cheers (Drink to That) est à peine lancé en tant que sixième single de l'album Loud, Rihanna fait paraître We Found Love, le premier single de Talk That Talk. Ce titre, résolument Electro, est produit par Calvin Harris, qui a notamment travaillé avec Kylie Minogue. La chanson remporte un franc succès à travers le monde, devenant le onzième numéro 1 de Rihanna en restant 14 semaines en tête du Billboard Hot 100. Il se classe au top des charts en France, en Allemagne, au Canada et au Royaume-Uni entre autres. En France, le clip fait l'objet d'une censure par le Conseil supérieur de l'audiovisuel, qui interdit sa diffusion avant 22 heures. You da One, second single de l'album est publié le 11 novembre 2011.

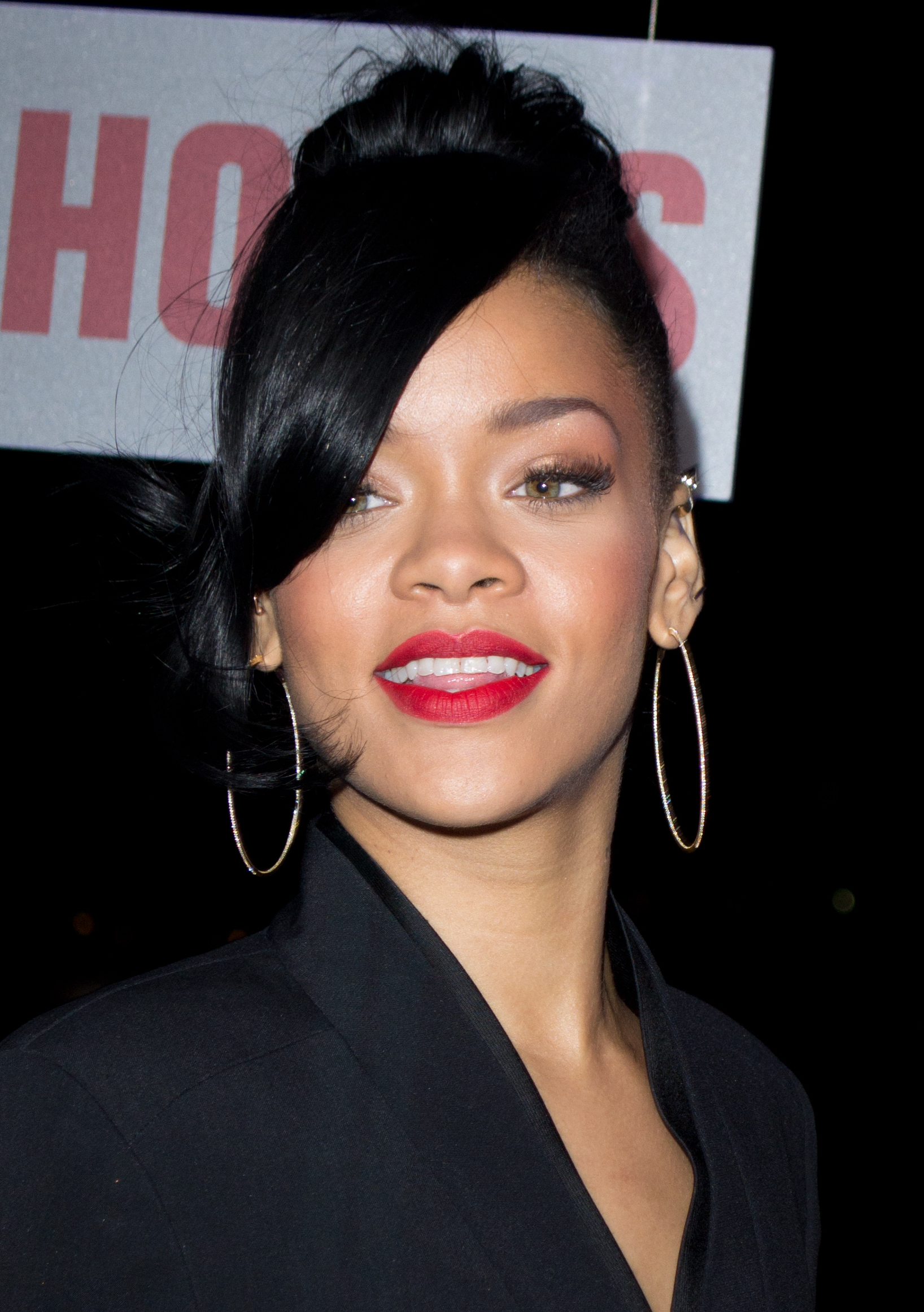
Rihanna durant la promotion de Battleship (2012).

Le clip est sorti le 23 décembre 2011. Il est suivi de Talk that Talk en duo avec Jay-Z qui ne bénéficie pas de clip. La chanteuse interprète pour la première fois Princess of China en duo avec Coldplay à la 54e cérémonie des Grammy Awards après avoir chanté We Found Love. Le 20 février paraissent les remixes de Birthday Cake, issue de Talk That Talk et de Turn Up the Music de Chris Brown. Rihanna collabore avec son ex-petit ami qui l'a agressée, ce qui provoque la colère de certains fans. Le 30 avril est aussi un grand jour puisque Where Have You Been est mis en ligne. Rihanna réussit le défi du nombre de vues sur YouTube en 24 heures avec 4,9 millions, le record qu'avait atteint Nicki Minaj avec Stupid Hoe comptant 4,5 millions de vues. Elle se voit détrôner deux jours plus tard par Justin Bieber grâce à Boyfriend avec 5 millions. Elle interprète son quatrième single à plusieurs reprises telle qu'à l'émission American Idol. D'ailleurs, le single est très populaire au Canada, en jouant plusieurs fois par jour durant tout l'été 2012 sur Virgin Radio, et NRJ[réf. nécessaire]. Le 2 septembre 2012, Rihanna participe au concert de Coldplay, au Stade de France, pour l'album Mylo Xyloto. Elle y chante avec le groupe de Chris Martin le titre Princess of China, puis remonte sur scène à la fin du concert pour interpréter son propre titre, Umbrella.
Le 6 septembre 2012, Rihanna ouvre la cérémonie des MTV Video Music Awards en interprétant Cockiness (Love It) aux côtés du rappeur A$AP Rocky à la grande surprise de ses fans. Puis, elle termine son show en jouant sur son célèbre tube We Found Love en featuring avec le disc jockey Calvin Harris. Cockiness (Love It) en duo avec A$AP Rocky devient donc alors le sixième et dernier single de l'album Talk that Talk.

### Unapologetic(2012–2014)

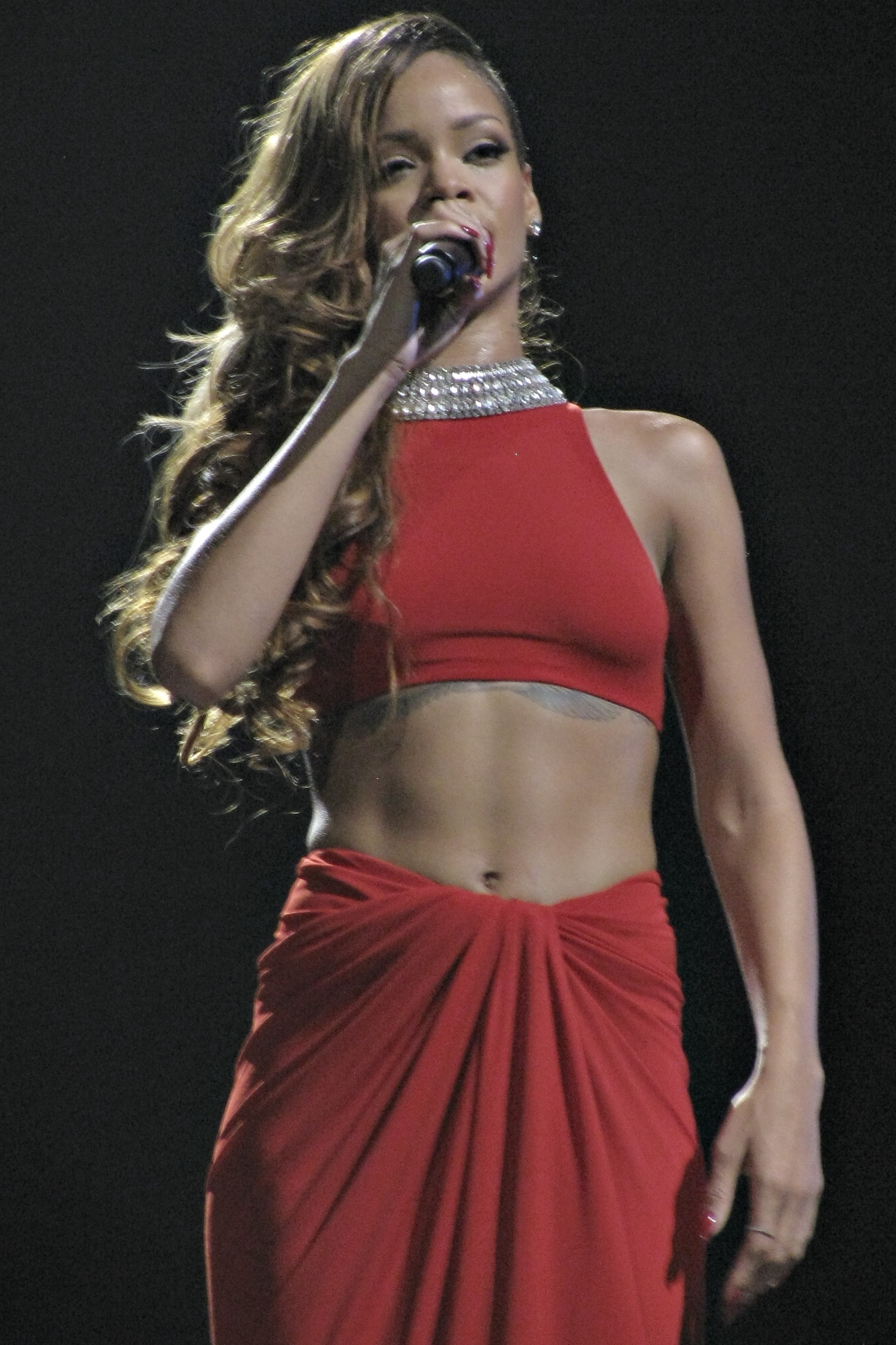
Rihanna au Air Canada Centre durant le Diamonds World Tour (2013).

Après la cérémonie des MTV Video Music Awards, LiveNation dévoile les dates américaines de la prochaine tournée de Rihanna, le Diamonds World Tour. Les dates européennes, elles, ne seront dévoilés qu'un mois plus tard au festival iHeartRadio Music à Las Vegas. Elle en profite pour officialiser la sortie de son prochain single, Diamonds. Le 24 septembre 2012, Rihanna publie, sur son compte Twitter, la pochette du premier single Diamonds. Le 26 septembre 2012, Z100 diffuse en exclusivité mondiale la nouvelle chanson de Rihanna intitulée Diamonds, une chanson loin du style de We Found Love, Talk That Talk en 2011.
Une tournée 777 Tour dans le cadre de la promotion pour l'album Unapologetic débute le 14 novembre. Des centaines de fans et 150 journalistes de 82 pays différents sillonnent le monde en boeing 777, et atterriront dans 7 villes différentes en 7 jours pour 7 concerts consécutifs. Stay, en featuring avec Mikky Ekko, est le second single de l'album. Lors de la cérémonie des Grammy Awards, Rihanna chante la chanson avec le chanteur. Le clip, quant à lui, est dévoilé le 12 février 2013 sur la chaîne VEVO de Rihanna, où celle-ci est dans sa baignoire, seule et triste. En 2013, il totalise une centaine de millions de vues. Le clip est censuré aux moins de 18 ans deux jours après sa publication mais réactivé le lendemain.
Son titre Run this Town, en duo avec Jay-Z, est choisi pour être la bande-annonce du jeu vidéo Battlefield 4. Pour It Up est choisi comme troisième single, et sort le 25 mars 2013 ; le clip, quant à lui, est dévoilé le 2 octobre 2013. Le clip déclenche une polémique, et est censuré sur sa chaîne YouTube. Right Now en featuring avec David Guetta sort le 27 mai 2013 en quatrième single, mais n'est pas accompagné d'un clip. Le cinquième single est What Now, sorti le 26 août 2013, et le clip, tournée en Thaïlande, est sortie le 15 novembre 2013. Rihanna démarre, le 8 mars 2013, une tournée mondiale, appelée le Diamonds World Tour, ; cette tournée la fait passer pour la première fois dans de nombreux stades, dont le Stade Pierre-Mauroy de Villeneuve-d'Ascq, et le Stade de France, qu'elle réussit à remplir en quelques jours. Rihanna devient alors la plus jeune artiste à remplir le Stade de France. Après sa tournée européenne, elle continue son périple en Asie, en Australie, en Afrique du Sud où elle est la plus jeune à remplir le FNB Stadium, puis à Abu Dhabi et Tel-Aviv. Elle reçoit à la cérémonie des American Music Awards, le tout premier "Icon Award" décerné pour son influence dans le monde de la musique. Elle chante pour l'occasion sa chanson Diamonds.
À la fin de 2013, Eminem fait paraître la chanson intitulée The Monster en duo avec Rihanna, issue de l'album The Marshall Mathers LP 2, qui se classe première dans de nombreux pays. Le morceau marque aussi le 13e numéro 1 de Rihanna aux États-Unis. Les deux artistes annoncent une tournée ensemble aux États-Unis, appelée The Monster Tour le 7 août 2014. Rihanna collabore avec la chanteuse colombienne Shakira avec le titre Can't Remember to Forget You, sorti en janvier 2014,. Le même mois, Rihanna annonce avoir commencé à travailler sur son huitième album. Le 25 février 2014, le PDG de DreamWorks annonce que Rihanna sortira un album-concept basé sur sa prochaine animation 3D, Home, qui mettra en vedette Steve Martin et Jennifer Lopez. Le 2 juin 2014, Rihanna reçoit le Fashion Icon Award décerné par le Council of Fashion Designers of America (CFDA) récompensant son impact sur l'industrie et son sens de la mode. Elle assiste à la cérémonie parée d'une robe Swarovski transparente avec quelque 230 000 cristaux. Fin août 2014, le magazine TIME établit un classement des plus grands artistes depuis l'existence du Billboard Hot 100 en comptabilisant le nombre de chansons de chaque artiste ayant atteint le top 10 et leur longévité. Rihanna atteint la deuxième place, avec 1 800 points derrière Mariah Carey (1 901 points). Elle talonne Mariah Carey et surpasse de nombreux grands artistes tels que Michael Jackson, Madonna, Beyoncé, qui ont eu, eux, une carrière beaucoup plus longue comparée aux neuf années de carrière de Rihanna.

### Antiet cinéma (depuis 2015)
Le 25 janvier 2015, Rihanna sort le single FourFiveSeconds en collaboration avec le rappeur Kanye West et l'ex Beatles, Paul McCartney,. Le 26 mars 2015, elle sort le single Bitch Better Have My Money, qu'elle chante au iHeartMusicAwards. Le 14 avril 2015, Rihanna sort un troisième single, American Oxygen.
Dans la nuit du 7 au 8 octobre 2015, Rihanna invite des fans et des journalistes dans une galerie d'art à Los Angeles où elle présente des images de son futur album. Durant cette soirée, elle dévoile la pochette (réalisée par Roy Nachum) et le nom de cet album : Anti. Un album qu'elle décrit comme antithétique et contraire à l'attente des fans. La chanteuse annonce que la sortie officielle de ce huitième album arrivera prochainement sans pour autant donner de date précise. Le 23 novembre 2015, elle confirme une tournée mondiale pour 2016 appelée ANTI World Tour. De novembre 2015 à janvier 2016, elle publie une série de huit teasers vidéos sous le titre ANTIdiaRY pour annoncer la sortie de Anti, réalisées par le musicien et réalisateur Woodkid.
Le weekend du 9 janvier 2016, Rihanna tourne un nouveau clip avec Drake à Los Angeles, intitulé Work, dont des extraits ont fuités. Le 27 janvier, elle sort ce single sur plusieurs radios. L'album est sorti sur Tidal le jeudi 28 janvier 2016 et sortira officiellement le 29 janvier. Les critiques à son sujet sont mitigées En mars 2016, Rihanna sort Kiss It Better en single, accompagné de son clip, sorti le 31 mars 2016, et sort aussi Needed Me, dont le clip, quant à lui, sortira le 20 avril. Rihanna enregistre ensuite une chanson spécialement pour le film Star Trek : Sans limites, intitulée Sledgehammer. Un extrait est présenté dans une bande-annonce du film en juin 2016.
Le 19 octobre 2017, Shakka révèle travailler avec Rihanna sur un album « absolument dément ». En juin 2019, elle déclare, pour son entretien avec Interview, un célèbre magazine, qu'elle va bloquer son mois de juillet pour terminer son album, qu'elle a décidé d'appeler R9, à force que ses fans lui rabâchent cette idée de titre depuis qu'ils sont au courant qu'elle prépare son retour dans la musique. Elle déclare également, qu'après avoir fini de l'enregistrer, elle serait pressée et voudrait le sortir, mais elle ne peut pas car elle doit finir un autre projet. De plus, maintenant qu'elle est dans la mode, dans la lingerie et dans la cosmétique (depuis 2017, via sa marque Fenty Beauty), elle dit qu'elle fait les choses à son rythme et au fur et à mesure. Avant, elle entrait en studio et elle faisait un album qui sortait 3-4 mois après. En 2018, elle avait raconté à Vogue US qu'elle préparait un double-album qui aurait des sonorités reggae, dancehall, pop et RnB, ce qui ferait que les fans de la chanteuse pensent qu'elle soit en train d'enregistrer le second album de ce double-album et que c'est pour ça qu'elle ne l'a toujours pas terminé. Elle déclare de nouveau qu'elle sortira R9 lorsqu'il sera fini, qu'il est déjà parfait mais qu'elle veut le peaufiner car elle ne veut pas décevoir ses fans. Elle apparaît à nouveau en couverture du magazine Vogue UK, en posture de rebelle, coiffée très symboliquement d'un durag, sur l'édition de mai 2020 du magazine, pendant la crise du Covid-19, et quelques semaines avant les manifestations anti-racistes et contre les violences policières déclenchées par le meurtre de George Floyd.
Le 25 septembre 2022, la chanteuse annonce officiellement sur Instagram qu'elle sera tête d'affiche de la mi-temps du Super Bowl LVII en février 2023. Cet évènement marquera sa première prestation en direct depuis plus de cinq ans et la fin du boycott de l'événement qu'elle s'était imposé auparavant, par solidarité avec Colin Kaepernick, l'ancien quarterback des 49ers de San Francisco. En octobre 2022, elle sort le titre Lift Me Up, qui fait partie de la bande originale du film Black Panther: Wakanda Forever. La chanson lui vaut des nominations pour le Golden Globe et l'Oscar de la meilleure chanson originale. Le 12 février 2023, au State Farm Stadium des Cardinals de l'Arizona, elle assure le spectacle de la mi-temps du Super Bowl à Glendale, en Arizona, durant plus de 13 minutes,,,.
Le 14 mai 2025, Rihanna annonce la sortie de son nouveau single Friend of Mine, chanson issue de la bande originale du film Les Schtroumpfs, le film (2025) dans lequel la chanteuse prête sa voix au personnage de la Schtroumpfette. Le film est un triomphe avec 632 000 entrées en moins d'une semaine en France, se classe à la 1ere place du box office et obtient des critiques élogieuses,,. Il est également le meilleur lancement pour un film d’animation en 2025.

## Vie personnelle

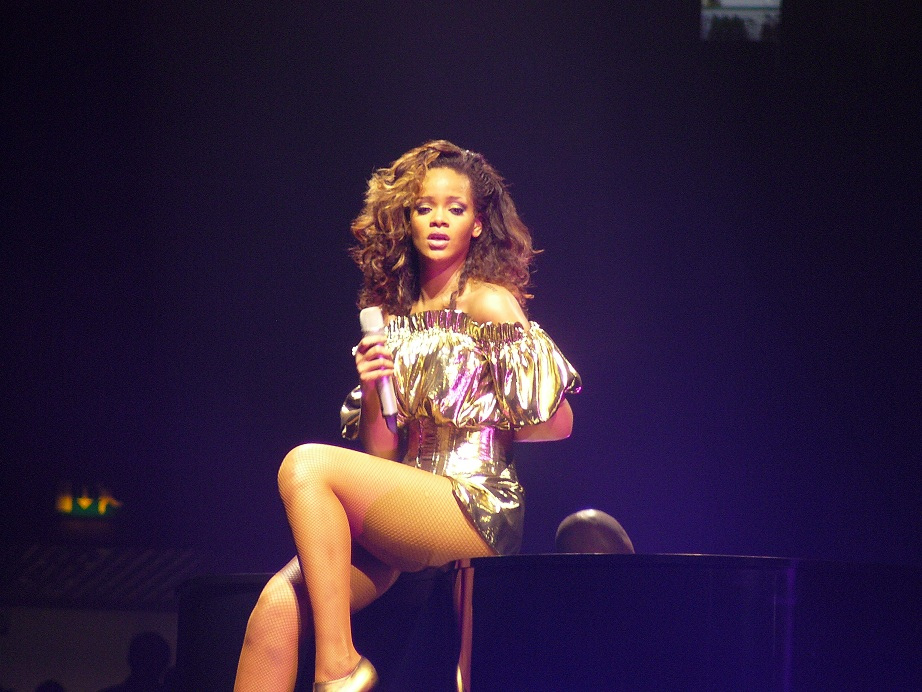
Rihanna à Belfast (2011).

À la fin de 2011, Rihanna annule les deux concerts du Loud Tour qui devaient avoir lieu en Suède à Malmö le 31 octobre, et à Stockholm le 1er novembre. La chanteuse est hospitalisée en raison d'un épuisement. Elle fait son retour sur scène le 4 novembre à Hanovre, en Allemagne. En mai 2012, après le Coachella Festival, elle se fait de nouveau hospitaliser pour la même raison.
En janvier 2014, elle porte plainte pour escroquerie à l'encontre de son comptable qu'elle accuse de l'avoir endettée. Sa fortune serait ainsi passée de 11 millions à 2 millions d'euros. Elle accable la négligence de son gestionnaire qui lui aurait autorisé l'acquisition d'un domaine d'une valeur de 7 millions qu'elle a ensuite revendu à perte après divers intrusions et cambriolages.
Le 26 décembre 2017, sur son compte Instagram, elle annonce la mort tragique et brutale de son cousin, Tavon Kaiseen Alleyne, abattu par balles près de chez lui vers 19 h, à la Barbade.
En 2019, à peine âgée de 31 ans, elle devient la chanteuse la plus riche du monde avec une fortune estimée à 600 millions de dollars devant ses aînées Madonna, Mariah Carey ou encore Beyoncé.

### Relations amoureuses
En 2008, elle fréquente le chanteur Chris Brown qu'elle décrit comme étant son premier véritable amour. Ils rompent après les nombreuses agressions (actes de violence physique et morale) dont elle est victime, commises par ce dernier.
Au début de 2010, de nombreux médias lui prêtent une relation avec Matt Kemp, joueur de baseball de l’équipe des Dodgers de Los Angeles. En avril, invitée sur la station de radio américaine KIIS-FM, Rihanna officialise leur relation qui s'achève fin 2010.
En septembre 2012, Rihanna se réconcilie avec Chris Brown. Les chanteurs échangent un baiser au cours de la cérémonie des MTV Video Music Awards 2012. En novembre 2012, après avoir dévoilé le remix du titre Birthday Cake quelques mois plus tôt, Chris Brown et Rihanna sortent le titre Nobody Business figurant dans l'album Unapologetic de Rihanna et dans lequel ils clament que leur réconciliation n'est l'affaire de personne. Le 30 janvier 2013, Rihanna officialise être de nouveau en couple avec Chris Brown au cours d'une interview donnée au magazine Rolling Stones,. Ils se séparent définitivement en mars 2013.
La presse people lui prêtera des relations avec l'acteur Leonardo DiCaprio qu'elle fréquente un temps ou encore le rappeur Travis Scott entre autres sans officialisations de la part des intéressés.
En août 2016, lors des 2016 MTV Video Music Awards, cérémonie où Rihanna était honorée par le prix du Michael Jackson Video Vanguard Award, à la suite de sa quatrième et dernière prestation, Drake monte sur scène pour lui remettre son trophée, le Moonman, et prononce un discours dans lequel il mentionne être « tombé amoureux de Rihanna à l'âge de 22 ans » avant de tenter, en vain, d'embrasser la chanteuse. Fin août, Rihanna et Drake officialisent leur relation au cours d'un concert donné dans le cadre du Summer Sixteen Tour. Ils se séparent en décembre 2016.
En décembre 2016, Rihanna commence à fréquenter l'héritier saoudien des concessions Toyota, Hassan Jameel (en). Elle confirme leur relation dans le magazine Vogue en juin 2018. Ils se séparent courant janvier 2020.
En décembre 2020, la presse annonce que Rihanna serait en couple avec le rappeur ASAP Rocky. En mai 2021, ASAP Rocky officialise la relation en révélant au magazine GQ vivre une idylle avec la chanteuse qu'il considère comme « la femme de sa vie »,. Le couple est photographié très fusionnels à maintes reprises par des paparazzis faisant les choux gras de la presse people,. Le 31 janvier 2022, le photographe Miles Diggs publie des photos exclusives de Rihanna et ASAP Rocky, où elle apparaît enceinte. Elle accouche de leur fils Rza Athelston Mayers, le 13 mai 2022. Elle annonce lors du show de la mi-temps du Super Bowl 2023 être enceinte de son deuxième enfant. Elle accouche le 1er août 2023 d'un garçon prénommé Riot Rose Mayers.
Elle apparaît le 5 mai 2025 lors du Met Gala, enceinte de son troisième enfant.

#### Agression par Chris Brown
Le 8 février 2009, peu après minuit, une dispute entre Rihanna et Chris Brown éclate et dégénère à bord d'une Lamborghini louée tandis qu'ils sont attendus pour la cérémonie des Grammy Awards 2009,. Dans l'altercation, Chris Brown frappe Rihanna, lui causant de sérieuses blessures au visage. Le chanteur prend la fuite.
Aux alentours de 19 h, le même 8 février 2009 il se rend à la police de Los Angeles, et est immédiatement placé en détention. Au moment des faits, l'arrestation du 8 février 2009 trouve un écho dans la presse mais l'identité de Rihanna n'est pas encore révélée publiquement. Le même jour, Chris Brown sort de détention après avoir déposé une caution de 50 000 dollars. Une photo volée du visage tuméfié de Rihanna prise durant la déposition de la chanteuse est publiée par le magazine TMZ. L'affaire fait grand bruit dans la presse internationale et de nombreuses personnalités apportent leur soutien à Rihanna tout en manifestant leur indignation à l'égard de la situation, à commencer par son producteur et ami Jay-Z qui déclarera : « Il s’agit d’un vrai problème. Il est nécessaire de montrer de la compassion envers les autres. Imaginez qu’il s’agisse de votre sœur ou de votre mère et pensez à la manière dont vous appréhenderiez la situation. Nous devrions tous la soutenir, elle vit des moments très difficiles. N’oubliez pas qu’elle est très jeune ». Rihanna reçoit également le soutien de l'ex-Spice Girls Mel B qui lui témoignera son affection mais aussi le producteur Akon, Kanye West ou encore Jessica Alba, entre autres.
Chris Brown est poursuivi en justice pour coups et blessures. Dans un premier temps, toujours amoureuse, la chanteuse Rihanna renoue avec Chris Brown quelques semaines après son agression. Elle rompt sur les avertissements de son entourage professionnel qui la met en garde de l'exemple donné par cette union.
Chris Brown se rend devant la cour de Los Angeles le 6 avril 2009, et plaide non coupable aux deux accusations mais le 22 juin 2009 lors d'une nouvelle audience, Chris Brown plaide coupable et accepte un arrangement. Il est condamné à 180 jours de travaux d'intérêt communautaires, ses avocats lui évitant la peine de prison de cinq ans qu'il encourait. Le 25 août 2009, la sentence tombe, Chris Brown écope de 5 ans de probation formelle, 1 an de cours sur la violence domestique, 6 mois de travaux d’intérêt général et de l’interdiction pendant 5 ans d’approcher Rihanna à moins de 50 verges (45 mètres), et 10 verges (9 mètres) lors d’événements publics.
Le chanteur présente par la suite ses excuses à Rihanna qui affirme ne pas éprouver de haine envers lui. Néanmoins, cette expérience laisse des séquelles : la chanteuse met plusieurs mois avant de se remettre de ce choc émotionnel et de revenir à ses activités professionnelles.

## Activités parallèles

### Philanthropie
En 2006, Rihanna fonde l'association Believe qui vient en aide aux enfants dans le besoin partout dans le monde. L'association a pour but de « fournir aux jeunes gens éducation, financement, société et soutien médical quand et là où ils en ont besoin ». Cette association permet chaque année la guérison de 10 000 personnes nécessitant une greffe de moelle osseuse.
La chanteuse a donné de nombreux concerts gratuits dont les bénéfices ont été reversés à la population, comme le concert à Birmingham organisé le 11 juillet 2011 en raison des tornades qui ont frappé l'Alabama. Ainsi, Rihanna a versé l'intégralité des bénéfices du concert, soit 89 000 $ à la ville de Tuscaloosa afin d'aider à sa reconstruction.
Rihanna a notamment chanté en compagnie de Calvin Harris après les Grammy Awards, le 12 février 2012 à Los Angeles, à House of Blues, dans le cadre d’un concert de charité dont les bénéfices sont reversés au centre hospitalier pour enfants de la ville. Elle participe le 10 mars 2012 au gala de charité Make It Right de Brad Pitt dont les profits de la soirée ont été destinés à aider toutes les familles victimes de l'ouragan Katrina qui avait dévasté la Nouvelle-Orléans en 2005. Elle fait un don de 3,5 millions de dollars barbadiens au service de radiothérapie de l'hôpital Queen Elizabeth, à Bridgetown. Ce service est appelé Centre d'oncologie et de médecine nucléaire Clara Bratwaithe, du nom de sa grand-mère, morte d'un cancer. En novembre 2013, le Typhon Haiyan frappe les Philippines. Rihanna fait alors un don de 100 000 dollars pour l'association UNICEF et sa campagne There for the Philippines. Rihanna fait aussi la promotion de cette campagne à travers les réseaux sociaux et les affiches publicitaires.
Elle devient en janvier 2014, puis à nouveau en septembre 2014, égérie de Viva Glam, une collection de rouge à lèvres, dont les bénéfices sont reversés à la M.A.C Aids Fund, et qui lutte contre le SIDA et le VIH. En juin 2014, la chanteuse s'associe à la chaine de restaurant Hard Rock Cafe pour vendre une gamme de tee-shirts et de tenues de scène dont des bénéfices sont reversés à la Childhood Leukemia Foundation ayant pour objectif d'améliorer les vies des enfants atteints de leucémie.

### Mode

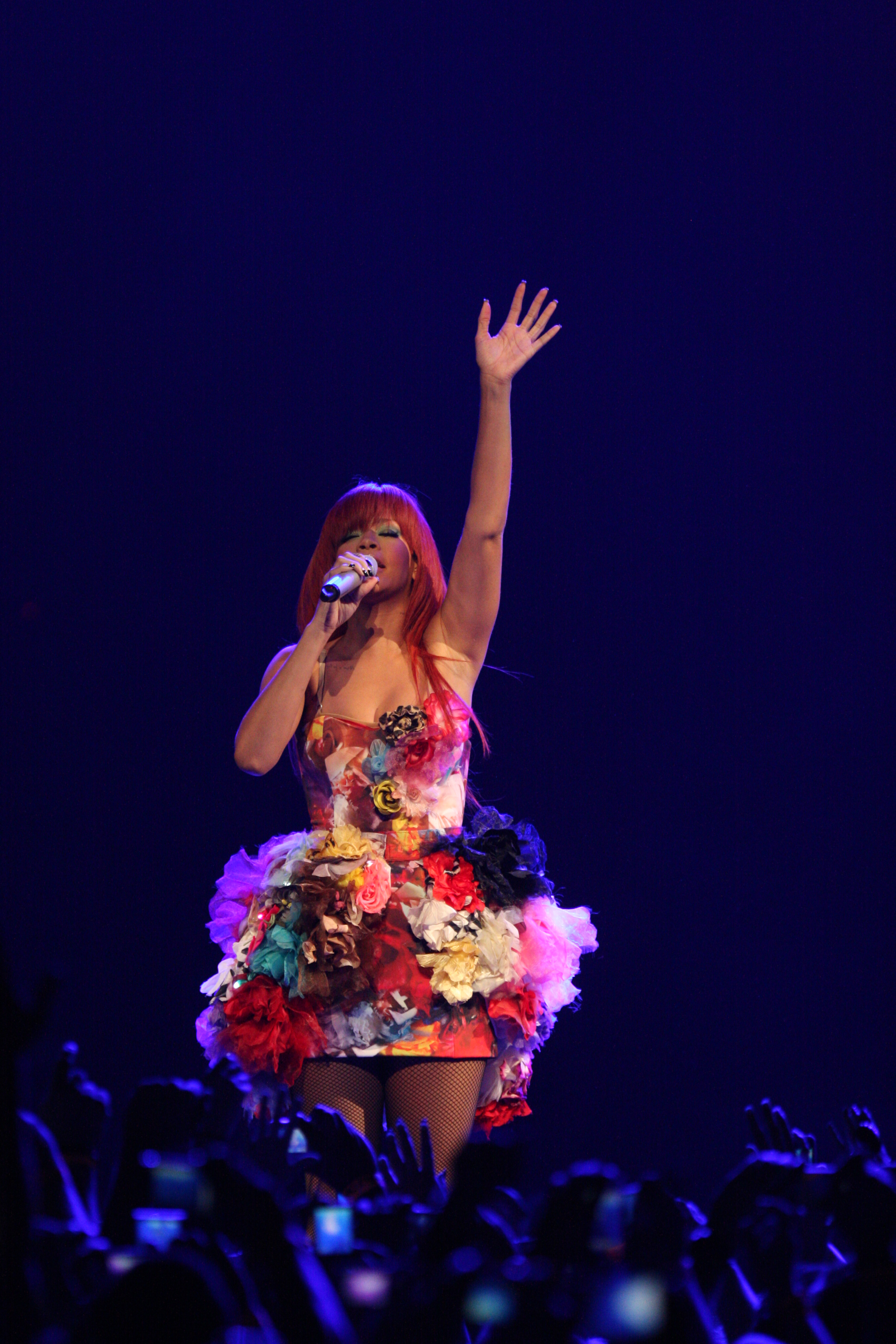
Rihanna, Last Girl on Earth Tour Australia, en 2011.

Rihanna crée sept parfums en tout. Clinique Happy est le premier parfum, créé en 2006. Lancé en 2011, Reb’l Fleur est le premier parfum créé entièrement par Rihanna, dont le slogan est « Bad Feels So Good ». Le flacon est inspiré par la forme d’un talon aiguille, sur les côtés du flacon. Pour promouvoir le parfum, une vidéo promotionnelle est réalisée par le réalisateur Anthony Mandler. De plus, Rihanna fait la promotion de ce parfum aux magasins Macy’s de New York et Los Angeles, ainsi qu’à la House Oof Fraser de Londres. Lancé en 2012, Rebelle est le second parfum créé entièrement par Rihanna. Le flacon est semblable au parfum précédent en ce qui concerne la forme, néanmoins il est orné cette fois-ci de torsions dorées et rouges. Nude, lancé en 2012, est le troisième parfum créé entièrement par Rihanna. La chanteuse a fait la promotion du parfum au magasin Macy’s de Los Angeles. Le quatrième parfum entièrement créé par Rihanna se nomme Rogue et est sorti aux États-Unis le 3 septembre 2013, puis au Royaume-Uni et en Barbade le mois suivant. En mai 2014, Rihanna se rend dans le magasin Sephora des Champs-Élysées pour fêter le lancement du parfum dans cette enseigne. Rogue est le seul parfum de Rihanna disponible à l'achat en France. Plus tard en 2014, Rihanna lance son premier parfum pour homme, Rogue Man, disponible aux États-Unis en septembre, puis Rogue Love, son cinquième parfum féminin disponible aux États-Unis depuis le 24 novembre 2014.
En 2008, Rihanna rejoint l’équipe de marque de luxe Gucci afin de promouvoir la collection Tattoo Heart, dont 25 % des bénéfices sont reversés à l’UNICEF. Il s’agissait d’une ligne de sacs à main sur lesquels a été imprimé un cœur ; elle est mise à la vente le 19 novembre 2008. À la suite du succès planétaire du titre Umbrella, Rihanna décide d’élargir son activité en lançant sa collection de parapluies. Elle s’associe donc aux grandes marques Totes et Macy’s afin de promouvoir sa ligne. Ces parapluies sont vendus pendant la tournée Good Girl Gone Bad Tour. Rihanna collabore avec la marque de cosmétiques MAC afin de lancer une collection de maquillage, baptisée « RiRi [Hearts] M.A.C »,. Cette collection se décline dans une série de trois différentes lignes de produits, en plus de deux collections Viva Glam dont tous les bénéfices seront reversés à la fondation de la marque de cosmétique, M.A.C Aids Fund.
En novembre 2011, la marque Armani lance une collection de vêtements et de sous-vêtements signés Rihanna. La chanteuse crée une série de jeans, de hauts, de vestes et de lingerie qu’elle crée avec l’aide de collaborateurs venant de chez Armani Jeans, pour la collection de vêtements, et Emporio Armani Underwear, pour celle de sous-vêtements. Forte du succès de sa première collection pour Armani en 2011, Rihanna s’est associée une seconde fois avec la marque pour lancer une nouvelle collection début 2012. La collaboration entre Rihanna et la marque de vêtements River Island donne naissance à quatre collections. La première, la collection printemps, est sortie le 5 mars 2013. Le 25 mai 2013 est sortie la deuxième collection, la collection été. La collection automne, la troisième, est sortie le 12 septembre 2013. La collection hiver, la dernière collaboration, est sortie le 7 novembre 2013. Fin 2014, Rihanna signe un contrat avec la marque de sportswear Puma, avec laquelle est sortira les Creepers, les Trainers et d'où en viendra la collection de vêtements FENTYXPUMA, (« Fenty by Puma project »). Grâce à elle, la marque rassemblera 975 millions de dollars lors du dernier quart de l'année 2015.
À la mi-2015, une collaboration de Rihanna et la maison parisienne de haute couture Dior est annoncée. Rihanna devient la première ambassadrice noire de la maison. En juillet 2016, la collection de lunettes futuriste Rihanna sortira exclusivement sous Dior. En avril 2016, à la suite du dévoilement de sa couverture du Vogue anglais, une collaboration entre Rihanna et le chausseur Manolo Blahnik est annoncée. En 2017, elle crée une ligne de bijoux chez Chopard.

#### Écosystème Fenty
La même année 2017, Rihanna créée Fenty Beauty (« Fenty Beauty by Rihanna »), une marque de cosmétique, avec l'appui d'un fonds d'investissement lié à LVMH. En 2020, elle lance en complément Fenty Skin, une gamme de soin pour la peau qui se compose d’un démaquillant, d’un sérum et d’une crème hydratante. Elle veut que sa marque convienne à tous et soit inclusive. Entre-temps, toujours appuyée par LVMH, elle fonde Savage x Fenty en 2018, puis la marque de prêt-à-porter Fenty durant le premier semestre 2019 ; l'expérience tourne court et en moins de deux ans, le projet de prêt-à-porter est abandonné, fin 2020. En parallèle, Rihanna se concentre sur la marque de lingerie Savage x Fenty. L'« écosystème Fenty » tel qu'est surnommé le regroupement de ces marques, reste un succès à l'exception, donc, des vêtements.

### Ambassadrice
En septembre 2018, Rihanna est nommée ambassadrice « extraordinaire et plénipotentiaire » de la Barbade par le gouvernement de l'île, sans être affectée à un pays particulier.

### Héros national
Le 30 novembre 2021, Rihanna est élevée au rang de héros national de la Barbade lors de la proclamation de la république dans le pays.

## Genre musical
Le style musical de Rihanna est un large mélange de reggae, soul, RnB, dancehall, hip-hop, dance, pop urbaine, dance-pop, musique électronique. Elle cite Madonna comme étant une de ses plus grandes inspirations.

## Distinctions
Au cours de sa carrière, Rihanna remporte plus de 350 récompenses. Elle est l'artiste détenant le plus grand nombre de singles s'étant classés en première position du Billboard Hot 100 depuis 2000, avec 14 titres numéro un (chronologiquement, SOS, Umbrella, Take a Bow, Disturbia, Live Your Life avec T.I., Rude Boy, Love the Way You Lie avec Eminem, What's My Name avec Drake, Only Girl (In the World), le remix de S&M avec Britney Spears, We Found Love avec Calvin Harris, Diamonds, The Monster avec Eminem et Work avec Drake.). Elle est la deuxième plus jeune artiste à détenir un numéro un, derrière Britney Spears mais devant Stevie Wonder et est la neuvième artiste de l'histoire à avoir à son actif au moins dix titres numéro un (et la quatrième artiste féminine après Mariah Carey, Madonna, et Janet Jackson). Toujours en matière de singles, elle est l'une des artistes féminines ayant obtenu le plus de top 10 dans le classement américain des ventes de singles durant la décennie 2000, avec 24 top 10, dont cinq en 2010. Umbrella détient le record de longévité en pole position dans les charts au Royaume-Uni.
Le 22 avril 2013, Rihanna devient la première et seule artiste totalisant dix chansons numéros un au Billboard Pop Songs américain. Le 6 septembre 2012, Rihanna remporte une fois de plus le prix du « meilleur clip de l'année » aux MTV Video Music Awards pour son clip We Found Love en featuring avec Calvin Harris, prix qu'aucun autre artiste n'a remporté deux fois. Rihanna détient aussi le record du plus grand nombre de singles digitaux vendus aux États-Unis, qui est de plus de 60 millions de ventes. En 2013, le magazine Forbes affirme que Rihanna est la cinquième célébrité la plus riche de sa génération[réf. nécessaire]. Par ailleurs, la chanteuse est celle qui détient le plus de vidéos VEVO Certified sur sa chaine (c'est-à-dire les vidéos qui ont dépassé les 100 millions de vues) avec 23 vidéos : Pour It Up, What Now, Stay, Diamonds, Where Have You Been, You Da One, We Found Love, Cheers (Drink To That), Man Down, California King Bed, What's My Name, Only Girl In The World, Rude Boy, Russian Roulette, Take a Bow, Don't Stop the Music, Umbrella, Unfaithful, Hate that I Love You, FourFiveSeconds, Rehab, Hard, Te amo et Work.
La chanteuse apparaît à deux reprises dans le fameux Livre Guinness des records. La première fois dans l'édition 2013 lorsqu'elle devient l'artiste ayant vendu le plus de singles en version numérique aux États-Unis (à l'époque 47,57 millions d'exemplaires). Elle apparait la seconde fois dans l'édition 2014 pour deux raisons : la première, pour être la personnalité la plus aimée sur Facebook le 16 mai 2013 en ayant détrôné Eminem ; la seconde raison, pour être la personne qui s'est classée dans les classements du Royaume-Uni avec le plus grand nombre de semaines consécutives au Top 70 (pour plusieurs singles). Elle totalise donc 187 semaines consécutives dans le top à partir 12 septembre 2009 avec Run this Town[source insuffisante]. Elle est au Royaume-Uni la seconde artiste féminine en termes de vente de singles avec 11,4 millions derrière Madonna (17,8 millions)[source insuffisante]. Elle comptabilise quatre singles ayant atteint le million de ventes au Royaume-Uni. Elle est la deuxième artiste après les Beatles,. En France, elle est la seconde artiste la plus diffusée à la radio derrière les Black Eyed Peas, selon une étude entre 2003 et 2012[source insuffisante].

## Discographie

### Albums studio
- 2005 : Music Of The Sun
- 2006 : A Girl Like Me
- 2007 : Good Girl Gone Bad
- 2009 : Rated R
- 2010 : Loud
- 2011 : Talk That Talk
- 2012 : Unapologetic
- 2016 : Anti

## Tournées

### En solo
- 2005 : Rihanna's Secret Body Spray Tour
- 2006 : Rihanna : Live In Concert Tour
- 2007 - 2009 : Good Girl Gone Bad Tour
- 2010 - 2011 : Last Girl On Earth Tour
- 2011 : The Loud Tour
- 2013 : Diamonds World Tour
- 2016 : Anti World Tour

### En collaboration
- 2014 : The Monster Tour (avec Eminem)

## Filmographie

### Cinéma
- 2006 : American Girls 3 de Steve Rash : elle-même
- 2012 : Battleship de Peter Berg : Cora Raikes
- 2013 : C'est la fin de Seth Rogen et Evan Goldberg : elle-même
- 2014 : Annie de Will Gluck : Moon Goddess
- 2015 : En route ! de Tim Johnson : Tip (voix originale)
- 2017 : Valérian et la Cité des mille planètes de Luc Besson : Bubble
- 2018 : Ocean's 8 de Gary Ross : Nine Ball
- 2019 : Guava Island de Hiro Murai : Kofi
- 2025 : Les Schtroumpfs, le film (Smurfs) de Chris Miller : Schtroumpfette (voix originale - également productrice)

### Séries télévisées
- 2005 : Las Vegas : elle-même (saison 3, épisode 6)
- 2006 : Punk'd : Stars piégées : elle-même (saison 7, épisode 8)
- 2006 : So You Think You Can Dance : artiste invitée (saison 2, épisode 9)
- 2012 - 2013 : Styled to Rock : productrice (2 saisons)[178]
- 2017 : Bates Motel : Marion Crane[179]

## Voix françaises

### En France
- Claire Morin[180] dans :
  - Battleship
  - Annie
  - Ocean's Eight
- Daria Levannier dans Styled to Rock (émission)
- Anne Mathot dans C'est la fin
- Leïla Bekhti dans En route ! (voix)
- Alice Taurand dans Bates Motel (série télévisée)[180]
- Marie Tirmont dans Valérian et la Cité des mille planètes[180]
- Sofia Essaïdi dans Les Schroumpfs, le film (voix)

### Au Québec
- Rachel Graton[181] dans :
  - Battleship[181]
  - En route ! (voix)
- Éveline Gélinas[181] dans Ocean's Eight